# Tremblay-en-France
Tremblay-en-France és un municipi francès, situat al departament de Sena Saint-Denis i a la regió de l'Illa de França. L'any 1999 tenia 33.885 habitants.
Forma part del cantó de Tremblay-en-France, del districte de Le Raincy, i des del 2016, de la divisió Paris Terres d'Envol de la Metròpoli del Gran París.

## Història
El municipi es deia fins al 1989 Cantó de Tremblay-lès-Gonesse.

## Administració
Llista dels regidors : 
1967-2001: Georges Prudhomme (PCF) Alcalde de Tremblay-en-France (1964-1991)
2001-2008: Pierre Laporte (PCF) Regidor de Tremblay-en-France
2008-actualitat: Pierre Laporte (PCF i després FASE) Regidor Tremblay-en-France. Vicepresident del Consell General.